# روي سومر
روي سومر (بالإنجليزية: Roy Sommer)‏ هو لاعب هوكي الجليد أمريكي، ولد في 5 أبريل 1957 في أوكلاند في الولايات المتحدة.

## وصلات خارجية
- روي سومر على موقع دوري الهوكي الوطني (الإنجليزية)
- روي سومر على موقع قاعة مشاهير الهوكي (لاعب أن.إتش.أل) (الإنجليزية)
- روي سومر على موقع EliteProspects.com (الإنجليزية)
- روي سومر على موقع HockeyDB.com (الإنجليزية)
- روي سومر على موقع Hockey-Reference.com (الإنجليزية)